# روب ووكر (شاعر)
روب ووكر (بالإنجليزية: Rob Walker)‏ هو شاعر أسترالي، ولد في 1953 في أديلايد في أستراليا.